# Валун у деревни Камень
Валун у деревни Ка́мень — крупный гранитный останец, находящийся к востоку от деревни Камень Волотовского района Новгородской области, в пойме ручья Шелепский, на его правом берегу.
Размеры: высота — 5,1 м, ширина — от 7 до 8,6 м, периметр по верхней кромке — 32 м. При этом он на неопределённую глубину погружён в землю. Кристаллическая порода валуна относится к группе гранитов рапакиви (питерлит).
10 февраля 2012 года постановлением Правительства Новгородской области валун был объявлен памятником природы регионального значения, а прилегающая к нему территория получила статус «особо охраняемой природной территории». Площадь памятника природы составляет 0,67 га.
Валун является самым большим на территории Новгородской области и относится к культовым камням, объектам языческого поклонения. Имеет историко-культурное значение. Ежегодно с 6 по 7 июля в день Ивана Купалы около валуна устраиваются гулянья.

## Галерея

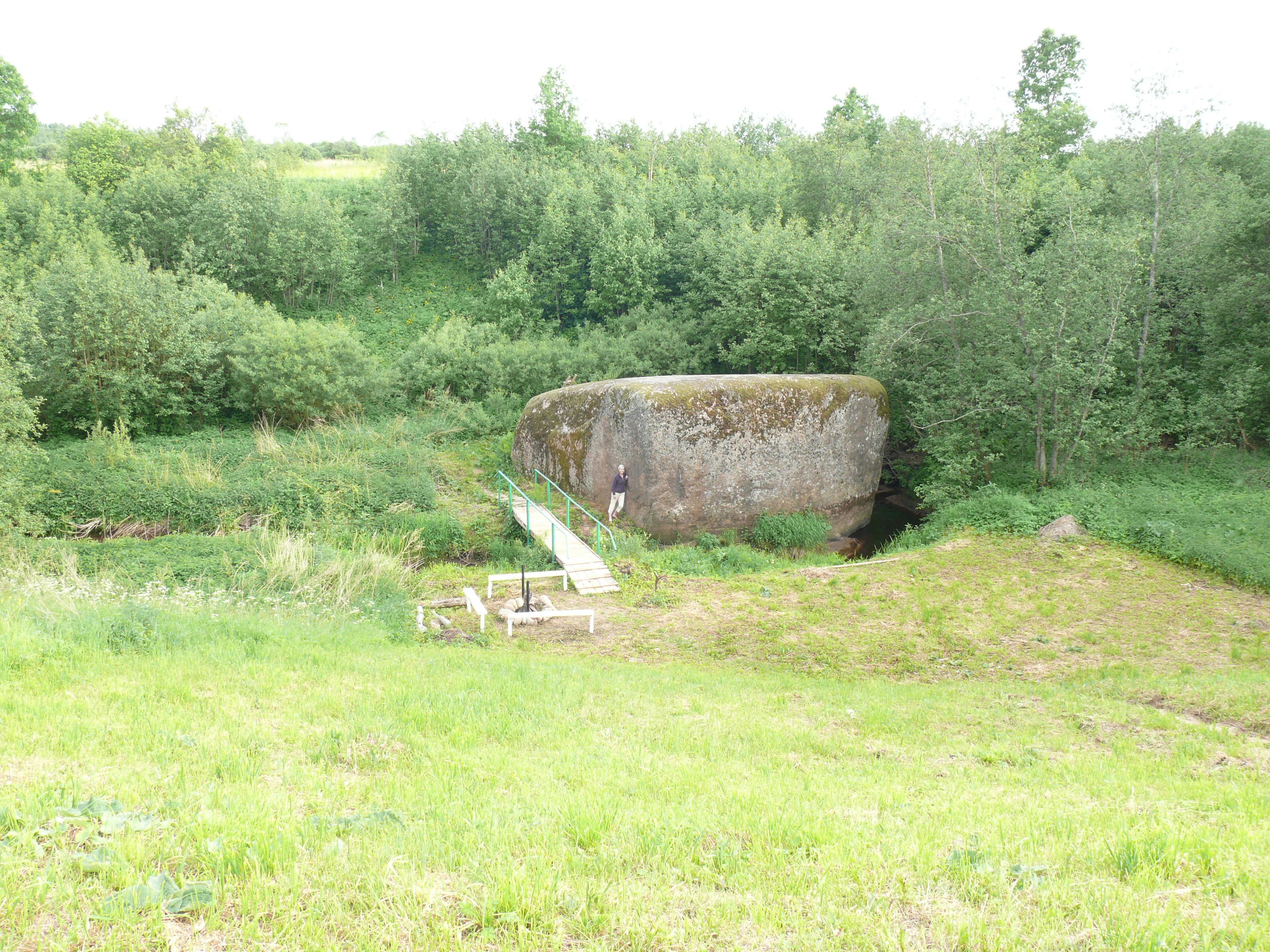
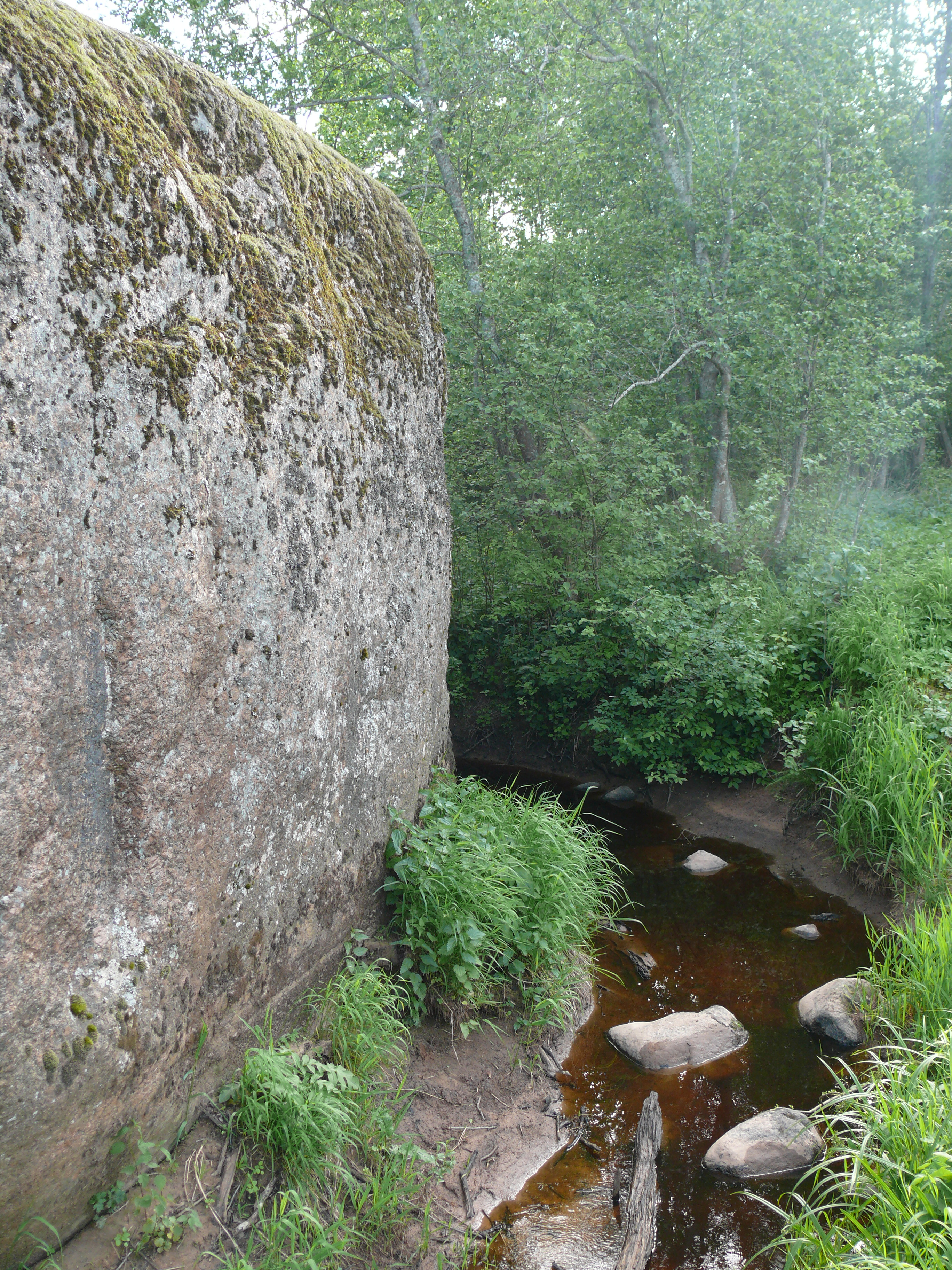
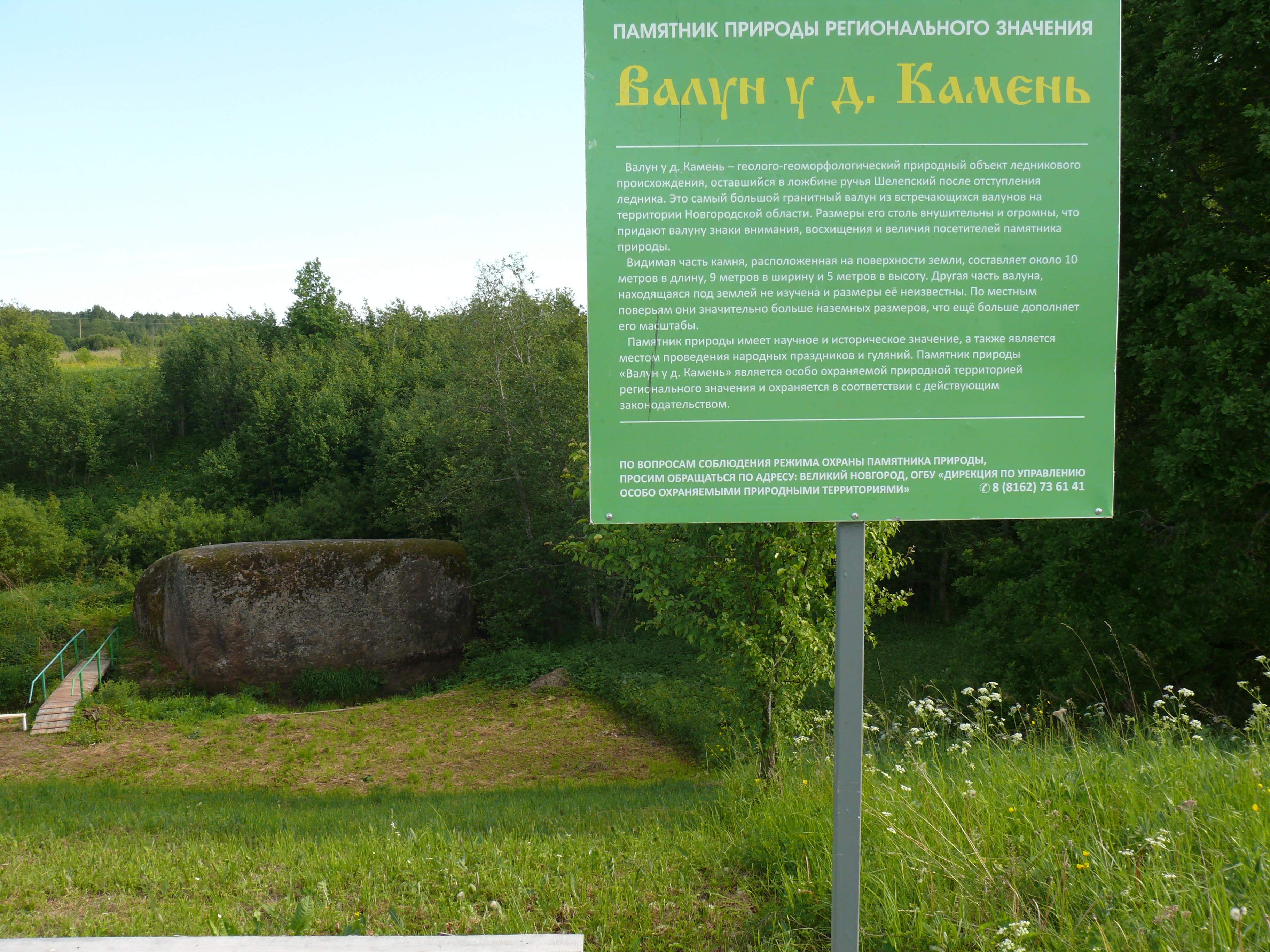